# Neopetrosia rava
Neopetrosia rava är en svampdjursart som först beskrevs av Thiele 1899.  Neopetrosia rava ingår i släktet Neopetrosia och familjen Petrosiidae. Inga underarter finns listade i Catalogue of Life.